# Challenge League 2020-2021
La Challenge League 2020-2021, nota come Brack.ch Challenge League 2020-2021 per motivi di sponsorizzazione, è stata la 124ª edizione della seconda divisione del campionato svizzero di calcio, la 18ª sotto l'attuale denominazione. La stagione regolare ha avuto inizio il 18 settembre 2020 ed è terminata il 22 maggio 2021.

## Stagione

### Novità
Dalla Challenge League 2019-2020 è stato promosso in Super League il Losanna, classificatosi al primo posto, ed il Vaduz, vincitore dello spareggio promozione-retrocessione contro il Thun.
Dalla Super League 2019-2020 è stato retrocesso il Neuchâtel Xamax, classificatosi all'ultimo posto, ed il Thun, mentre non sono state previste né retrocessioni in Promotion League, né promozioni.

### Formula
Le 10 squadre partecipanti si affrontano in un doppio girone all'italiana con partite di andata e ritorno per un totale di 36 giornate.
La squadra classificatasi al 1º posto viene promossa in Super League, la seconda invece si gioca la promozione in un doppio spareggio (andata e ritorno) con la penultima classificata della Super League 2020-2021; la squadra classificatasi all'ultimo posto al termine della stagione regolare viene invece retrocessa in Promotion League.

## Squadre partecipanti
| Club                 | Stagione | Città      | Stadio                                 | Stagione precedente           |
| -------------------- | -------- | ---------- | -------------------------------------- | ----------------------------- |
| Aarau                | dettagli | Aarau      | Stadion Brügglifeld                    | 8º posto in Challenge League  |
| Chiasso              | dettagli | Chiasso    | Stadio comunale Riva IV                | 10º posto in Challenge League |
| Grasshoppers         | dettagli | Zurigo     | Stadio Letzigrund                      | 3º posto in Challenge League  |
| Kriens               | dettagli | Kriens     | Stadion Kleinfeld                      | 5º posto in Challenge League  |
| Neuchâtel Xamax      | dettagli | Neuchâtel  | La Maladière                           | 10º posto in Super League     |
| Sciaffusa            | dettagli | Sciaffusa  | LIPO Park                              | 9º posto in Challenge League  |
| Stade Lausanne-Ouchy | dettagli | Losanna    | Stade Olympique de la Pontaise         | 7º posto in Challenge League  |
| Thun                 | dettagli | Thun       | Stockhorn Arena                        | 9º posto in Super League      |
| Wil                  | dettagli | Wil        | Stadion Bergholz                       | 6º posto in Challenge League  |
| Winterthur           | dettagli | Winterthur | Stadion Bergholz Stadion Schützenwiese | 4º posto in Challenge League  |

## Allenatori e primatisti
| Squadra              | Allenatore                                                                           | Giocatore più presente (tra parentesi il numero delle presenze) | Capocannoniere (tra parentesi il numero dei gol segnati) |
| -------------------- | ------------------------------------------------------------------------------------ | --------------------------------------------------------------- | -------------------------------------------------------- |
| Aarau                | Stephan Keller                                                                       | Simon Enzler (36)                                               | Filip Stojilković (15)                                   |
| Chiasso              | Baldo Raineri                                                                        | Alexandros Safarikas (33) Sofian Bahloul (33)                   | Younés Bnou Marzouk (6) Sofian Bahloul (6)               |
| Grasshoppers         | Carlos Pereira (1ª-32ª) Zoltan Kadar (33ª-36ª)                                       | Nikola Gjorgjev (36) Petar Pusic (36) Mateo Matic (36)          | Leonardo Bonatini (11)                                   |
| Kriens               | Bruno Berner                                                                         | Liridon Mulaj (34) Liridon Berisha (34) David Mistrafović (34)  | Asumah Abubakar (7)                                      |
| Neuchatel Xamax      | Stéphane Henchoz (1ª-6ª, 8ª-13ª) Andrea Binotto (7ª, 16ª-36ª) Martín Rueda (14ª-15ª) | Laurent Walthert (35) Raphaël Nuzzolo (35)                      | Louis Mafouta (14)                                       |
| Sciaffusa            | Murat Yakın                                                                          | Ivan Prtajin (34)                                               | Rodrigo Pollero (19)                                     |
| Stade Lausanne-Ouchy | Meho Kodro                                                                           | Zeki Amdouni (32) Mergim Qarri (32)                             | Yanis Lahiouel (12)                                      |
| Thun                 | Marc Schneider (1ª-3ª) Carlos Bernegger (4ª-36ª)                                     | Andreas Hirzel (36)                                             | Saleh Chihadeh (11)                                      |
| Wil                  | Alexander Frei                                                                       | Maren Haile-Selassie (35) Bledian Krasniqi (35)                 | Maren Haile-Selassie (7) Sílvio Carlos de Oliveira (7)   |
| Winterthur           | Ralf Loose                                                                           | Samir Ramizi (34) Granit Lekaj (34)                             | Roman Buess (11)                                         |

## Classifica finale
|  | Pos. | Squadra              | Pt | G  | V  | N  | P  | GF | GS | DR  |
|  | ---- | -------------------- | -- | -- | -- | -- | -- | -- | -- | --- |
|  | 1.   | Grasshoppers         | 65 | 36 | 19 | 8  | 9  | 60 | 43 | +17 |
|  | 2.   | Thun                 | 64 | 36 | 19 | 7  | 10 | 57 | 46 | +11 |
|  | 3.   | Stade Lausanne-Ouchy | 58 | 36 | 15 | 13 | 8  | 57 | 39 | +18 |
|  | 4.   | Sciaffusa            | 58 | 36 | 16 | 10 | 10 | 59 | 46 | +13 |
|  | 5.   | Aarau                | 58 | 36 | 17 | 7  | 12 | 66 | 59 | +7  |
|  | 6.   | Winterthur           | 43 | 36 | 11 | 10 | 15 | 50 | 52 | -2  |
|  | 7.   | Wil                  | 39 | 36 | 10 | 9  | 17 | 43 | 52 | -9  |
|  | 8.   | Kriens               | 38 | 36 | 9  | 11 | 16 | 40 | 48 | -8  |
|  | 9.   | Neuchâtel Xamax      | 36 | 36 | 10 | 6  | 20 | 36 | 58 | -22 |
|  | 10.  | Chiasso              | 36 | 36 | 9  | 9  | 18 | 35 | 60 | -25 |

Legenda:
      Promosse in Super League 2021-2022.
  Ammesso allo spareggio promozione-retrocessione.
      Retrocessi in Promotion League 2021-2022.
Regolamento:
Tre punti a vittoria, uno a pareggio, zero a sconfitta.
In caso di arrivo di due o più squadre a pari punti, la graduatoria finale verrà stilata secondo la classifica avulsa tra le squadre interessate che prevede, in ordine, i seguenti criteri:
- Punti negli scontri diretti
- Differenza reti negli scontri diretti
- Differenza reti generale
- Reti realizzate in generale
- Sorteggio

## Risultati

### Prima fase
|                      | AAR  | CHI  | GRA  | KRI  | NEU  | SCI  | STA  | THU  | WIL  | WIN  |
| -------------------- | ---- | ---- | ---- | ---- | ---- | ---- | ---- | ---- | ---- | ---- |
| Aarau                | –––– | 2-1  | 0-1  | 2-2  | 3-1  | 1-2  | 3-3  | 3-1  | 1-3  | 3-1  |
| Chiasso              | 0-2  | –––– | 0-2  | 3-2  | 3-2  | 0-2  | 0-0  | 0-2  | 1-1  | 0-3  |
| Grasshoppers         | 2-1  | 2-1  | –––– | 2-0  | 3-0  | 2-1  | 2-0  | 1-1  | 3-0  | 3-2  |
| Kriens               | 1-3  | 0-0  | 5-2  | –––– | 3-1  | 1-1  | 0-2  | 1-2  | 1-2  | 0-2  |
| Neuchatel Xamax      | 2-4  | 2-0  | 1-0  | 0-1  | –––– | 0-3  | 0-1  | 1-2  | 2-1  | 2-0  |
| Sciaffusa            | 1-2  | 5-2  | 2-1  | 3-1  | 2-0  | –––– | 1-3  | 1-1  | 1-0  | 1-0  |
| Stade Lausanne-Ouchy | 1-1  | 4-1  | 1-2  | 2-1  | 1-0  | 2-2  | –––– | 1-3  | 1-0  | 1-1  |
| Thun                 | 1-0  | 3-0  | 3-1  | 2-0  | 1-3  | 3-1  | 2-2  | –––– | 3-0  | 0-0  |
| Wil                  | 3-1  | 0-3  | 1-1  | 0-1  | 1-0  | 1-1  | 0-0  | 3-1  | –––– | 1-0  |
| Winterthur           | 5-2  | 2-0  | 2-3  | 1-1  | 4-0  | 2-2  | 2-1  | null | 3-2  | –––– |

### Seconda fase
|                      | AAR  | CHI  | GRA  | KRI  | NEU  | SCI  | STA  | THU  | WIL  | WIN  |
| -------------------- | ---- | ---- | ---- | ---- | ---- | ---- | ---- | ---- | ---- | ---- |
| Aarau                | –––– | 3-1  | 2-1  | 4-0  | 4-0  | 1-0  | 0-3  | 4-2  | 3-0  | 0-0  |
| Chiasso              | 2-0  | –––– | 2-2  | 0-0  | 2-1  | 1-1  | 2-1  | 1-1  | 1-0  | 2-1  |
| Grasshoppers         | 4-1  | 1-1  | –––– | 2-1  | 1-4  | 1-1  | 1-2  | 3-1  | 1-0  | 0-1  |
| Kriens               | 0-0  | 2-0  | 1-2  | –––– | 1-1  | 0-1  | 1-1  | 1-1  | 2-2  | 3-0  |
| Neuchatel Xamax      | 0-1  | 2-1  | 1-1  | 0-3  | –––– | 3-0  | 0-0  | 0-3  | 2-2  | 3-1  |
| Sciaffusa            | 3-2  | 1-1  | 0-2  | 2-0  | 3-0  | –––– | 1-3  | 4-0  | 1-1  | 3-3  |
| Stade Lausanne-Ouchy | 1-1  | 3-0  | 1-1  | 1-2  | 1-1  | 2-1  | –––– | 2-3  | 3-0  | 4-1  |
| Thun                 | 1-3  | 2-0  | 0-2  | 1-0  | 0-0  | 1-0  | 0-2  | –––– | 3-1  | null |
| Wil                  | 7-0  | 3-2  | 1-1  | 0-2  | 1-0  | 2-3  | 2-0  | 1-2  | –––– | 1-1  |
| Winterthur           | 3-3  | 0-1  | 2-1  | 0-0  | 0-1  | 1-2  | 1-1  | 1-2  | 1-0  | –––– |

## Spareggi

### Spareggio promozione-retrocessione
Allo spareggio sono ammesse la nona classificata in Super League e la seconda classificata in Challenge League.
|      | Risultati |      | Luogo e data         |
| ---- | --------- | ---- | -------------------- |
| Thun | 1 - 4     | Sion | Thun, 27 maggio 2021 |
| Sion | 2 - 3     | Thun | Sion, 30 maggio 2021 |
|      |           |      |                      |

## Statistiche

### Squadre

#### Capoliste solitarie
|    | —— | ——      | ——      | ——   | ——    | ——  | —— | ——           | ——           | ——           | ——           | ——           | ——           | ——           | ——           | ——           | ——           | ——           | ——           | ——           | ——           | ——           | ——           | ——           | ——           | ——           | ——           | ——           | ——           | ——           | ——           | ——           | ——  | ——           | ——           | —— |  |
|    |    | Grassh. | Grassh. | L.O. | Wint. | Gr. |    | Grasshoppers | Grasshoppers | Grasshoppers | Grasshoppers | Grasshoppers | Grasshoppers | Grasshoppers | Grasshoppers | Grasshoppers | Grasshoppers | Grasshoppers | Grasshoppers | Grasshoppers | Grasshoppers | Grasshoppers | Grasshoppers | Grasshoppers | Grasshoppers | Grasshoppers | Grasshoppers | Grasshoppers | Grasshoppers | Grasshoppers | Grasshoppers | Grasshoppers |     | Grasshoppers | Grasshoppers |    |  |
|    |    |         |         |      |       |     |    |              |              |              |              |              |              |              |              |              |              |              |              |              |              |              |              |              |              |              |              |              |              |              |              |              |     |              |              |    |  |
|    |    |         |         |      |       |     |    |              |              |              |              |              |              |              |              |              |              |              |              |              |              |              |              |              |              |              |              |              |              |              |              |              |     |              |              |    |  |
| 1ª | 2ª | 3ª      | 4ª      | 5ª   | 6ª    | 7ª  | 8ª | 9ª           | 10ª          | 11ª          | 12ª          | 13ª          | 14ª          | 15ª          | 16ª          | 17ª          | 18ª          | 19ª          | 20ª          | 21ª          | 22ª          | 23ª          | 24ª          | 25ª          | 26ª          | 27ª          | 28ª          | 29ª          | 30ª          | 31ª          | 32ª          | 33ª          | 34ª | 35ª          | 36ª          |    |  |

#### Classifica in divenire
|                      | 1ª | 2ª | 3ª | 4ª | 5ª | 6ª | 7ª | 8ª | 9ª | 10ª | 11ª | 12ª | 13ª | 14ª | 15ª | 16ª | 17ª | 18ª | 19ª | 20ª | 21ª | 22ª | 23ª | 24ª | 25ª | 26ª | 27ª | 28ª | 29ª | 30ª | 31ª | 32ª | 33ª | 34ª | 35ª | 36ª |
| -------------------- | -- | -- | -- | -- | -- | -- | -- | -- | -- | --- | --- | --- | --- | --- | --- | --- | --- | --- | --- | --- | --- | --- | --- | --- | --- | --- | --- | --- | --- | --- | --- | --- | --- | --- | --- | --- |
| Aarau                | 0  | 0  | 3  | 4  | 7  | 10 | 10 | 11 | 11 | 14  | 17  | 20  | 21  | 24  | 27  | 27  | 27  | 27  | 28  | 31  | 32  | 33  | 36  | 36  | 39  | 39  | 42  | 45  | 48  | 48  | 49  | 52  | 52  | 55  | 58  | 58  |
| Chiasso              | 0  | 0  | 0  | 0  | 0  | 0  | 1  | 4  | 5  | 5   | 5   | 5   | 8   | 8   | 11  | 11  | 11  | 12  | 13  | 14  | 14  | 17  | 17  | 20  | 20  | 21  | 24  | 25  | 25  | 26  | 29  | 29  | 32  | 32  | 33  | 36  |
| Sciaffusa            | 3  | 6  | 6  | 7  | 7  | 7  | 10 | 11 | 12 | 13  | 16  | 19  | 20  | 23  | 26  | 26  | 29  | 32  | 33  | 34  | 37  | 38  | 41  | 41  | 41  | 42  | 42  | 42  | 45  | 45  | 48  | 51  | 54  | 54  | 55  | 58  |
| Thun                 | 1  | 1  | 1  | 4  | 4  | 7  | 10 | 11 | 12 | 15  | 18  | 19  | 22  | 25  | 25  | 28  | 31  | 34  | 37  | 37  | 37  | 37  | 37  | 40  | 43  | 44  | 47  | 50  | 51  | 54  | 54  | 57  | 58  | 61  | 61  | 64  |
| Wil                  | 3  | 6  | 6  | 6  | 6  | 7  | 8  | 9  | 12 | 12  | 13  | 13  | 13  | 13  | 13  | 16  | 19  | 22  | 23  | 26  | 27  | 27  | 28  | 31  | 31  | 31  | 31  | 31  | 31  | 34  | 35  | 35  | 36  | 39  | 39  | 39  |
| Winterthur           | 0  | 3  | 6  | 7  | 10 | 13 | 13 | 16 | 16 | 17  | 17  | 18  | 21  | 22  | 25  | 28  | 28  | 28  | 28  | 29  | 29  | 30  | 31  | 34  | 34  | 35  | 35  | 38  | 39  | 39  | 40  | 40  | 40  | 43  | 43  | 43  |
| Grasshoppers         | 3  | 6  | 9  | 9  | 9  | 12 | 15 | 16 | 19 | 22  | 23  | 26  | 26  | 29  | 29  | 32  | 35  | 38  | 39  | 42  | 43  | 44  | 45  | 45  | 48  | 51  | 51  | 54  | 57  | 58  | 61  | 61  | 61  | 61  | 62  | 65  |
| Neuchatel Xamax      | 0  | 0  | 3  | 6  | 9  | 9  | 12 | 12 | 12 | 12  | 12  | 12  | 12  | 12  | 12  | 12  | 15  | 15  | 15  | 15  | 18  | 19  | 22  | 22  | 25  | 26  | 29  | 29  | 30  | 30  | 30  | 33  | 34  | 35  | 36  | 36  |
| Kriens               | 3  | 3  | 3  | 6  | 9  | 9  | 9  | 10 | 11 | 12  | 12  | 12  | 13  | 13  | 13  | 16  | 16  | 16  | 17  | 18  | 21  | 22  | 22  | 22  | 22  | 25  | 26  | 27  | 27  | 30  | 31  | 34  | 35  | 35  | 38  | 38  |
| Stade Lausanne-Ouchy | 1  | 4  | 7  | 8  | 11 | 12 | 12 | 12 | 15 | 16  | 19  | 22  | 23  | 24  | 27  | 27  | 27  | 28  | 31  | 31  | 32  | 35  | 36  | 39  | 42  | 43  | 44  | 44  | 45  | 48  | 48  | 48  | 51  | 52  | 55  | 58  |

#### Classifiche di rendimento

##### Rendimento andata-ritorno
| Andata               | Andata | Ritorno              | Ritorno |
|                      |        |                      |         |
| Grasshoppers         | 38     | Aarau                | 31      |
| Thun                 | 34     | Stade Lausanne-Ouchy | 30      |
| Sciaffusa            | 32     | Thun                 | 30      |
| Winterthur           | 28     | Grasshoppers         | 27      |
| Stade Lausanne-Ouchy | 28     | Sciaffusa            | 26      |
| Aarau                | 27     | Chiasso              | 24      |
| Wil                  | 22     | Kriens               | 22      |
| Kriens               | 16     | Neuchatel Xamax      | 21      |
| Neuchatel Xamax      | 15     | Wil                  | 17      |
| Chiasso              | 12     | Winterthur           | 15      |

##### Rendimento casa-trasferta
| Casa                 | Casa | Trasferta            | Trasferta |
|                      |      |                      |           |
| Grasshoppers         | 39   | Thun                 | 31        |
| Aarau                | 36   | Stade Lausanne-Ouchy | 28        |
| Sciaffusa            | 34   | Grasshoppers         | 26        |
| Thun                 | 33   | Sciaffusa            | 24        |
| Stade Lausanne-Ouchy | 30   | Aarau                | 22        |
| Wil                  | 29   | Kriens               | 19        |
| Chiasso              | 27   | Winterthur           | 17        |
| Winterthur           | 26   | Neuchatel Xamax      | 12        |
| Neuchatel Xamax      | 24   | Wil                  | 10        |
| Kriens               | 19   | Chiasso              | 9         |

#### Primati stagionali
Squadre
- Maggior numero di vittorie: Thun, Grasshoppers (19)
- Maggior numero di pareggi: Stade Lausanne-Ouchy (13)
- Maggior numero di sconfitte: Neuchatel Xamax (20)
- Minor numero di vittorie: Kriens, Chiasso (9)
- Minor numero di pareggi: Neuchatel Xamax (6)
- Minor numero di sconfitte: Stade Lausanne-Ouchy (8)
- Miglior attacco: Aarau (66 gol fatti)
- Peggior attacco: Chiasso (35 gol fatti)
- Miglior difesa: Stade Lausanne-Ouchy (39 gol subiti)
- Peggior difesa: Chiasso (60 gol subiti)
- Miglior differenza reti: Stade Lausanne-Ouchy (+18)
- Peggior differenza reti: Chiasso (-25)
- Miglior serie positiva: Sciaffusa (9, 7ª-15ª) , Thun (9, 6ª-14ª)
- Peggior serie negativa: Neuchatel Xamax (9, 8ª-16ª)
- Maggior numero di vittorie consecutive: Thun (4, 16ª-19ª)

Partite
- Più gol (7):

Kriens-Grasshoppers 5-2, 20 ottobre 2020
Sciaffusa-Chiasso 5-2, 19 settembre 2020
Wil-Aarau 7-0, 20 aprile 2021
Winterthur-Aarau 5-2, 25 settembre 2020
- Maggior scarto di gol (7): Wil-Aarau 7-0
- Maggior numero di reti in una giornata: 24 gol nella 1ª giornata
- Minor numero di reti in una giornata: 5 gol nella 9ª giornata
- Maggior numero di espulsioni in una giornata: 3 in 31ª giornata, 26ª giornata, 7ª giornata

### Individuali

#### Classifica marcatori
| Gol | Rigori |  | Giocatore                 | Squadra              |
| --- | ------ |  | ------------------------- | -------------------- |
| 19  | 1      |  | Rodrigo Pollero           | Sciaffusa            |
| 15  | 1      |  | Filip Stojilković         | Aarau                |
| 14  | 3      |  | Louis Mafouta             | Neuchatel Xamax      |
| 14  | 0      |  | Ivan Prtajin              | Sciaffusa            |
| 12  | 2      |  | Yanis Lahiouel            | Stade Lausanne-Ouchy |
| 11  | 1      |  | Zeki Amdouni              | Stade Lausanne-Ouchy |
| 11  | 5      |  | Roman Buess               | Winterthur           |
| 11  | 0      |  | Saleh Chihadeh            | Thun                 |
| 11  | 4      |  | Leonardo Bonatini         | Grasshoppers         |
| 10  | 1      |  | Shkelqim Demhasaj         | Grasshoppers         |
| 9   | 0      |  | Mickael Almeida           | Aarau, Chiasso       |
| 9   | 0      |  | Petar Pusic               | Grasshoppers         |
| 7   | 1      |  | Asumah Abubakar           | Kriens               |
| 7   | 0      |  | Sílvio Carlos de Oliveira | Wil                  |
| 7   | 2      |  | Shkëlzen Gashi            | Aarau                |
| 7   | 0      |  | Nikola Gjorgjev           | Grasshoppers         |
| 7   | 0      |  | Maren Haile-Selassie      | Wil                  |
| 7   | 0      |  | Guy Mbenza                | Stade Lausanne-Ouchy |
| 7   | 0      |  | Nuno Da Silva             | Thun, Grasshoppers   |
| 7   | 1      |  | Donat Rrudhani            | Aarau                |

#### Media spettatori
| Club                 | Pos. | Media | Totale | Abbonamenti |
| -------------------- | ---- | ----- | ------ | ----------- |
| Neuchatel Xamax      | 1    | 383   | 6 887  |             |
| Grasshoppers         | 2    | 346   | 6 230  |             |
| Aarau                | 3    | 242   | 4 353  |             |
| Thun                 | 4    | 228   | 4 112  |             |
| Winterthur           | 5    | 183   | 3 300  |             |
| Kriens               | 6    | 161   | 2 900  |             |
| Sciaffusa            | 7    | 141   | 2 544  |             |
| Wil                  | 8    | 98    | 1 770  |             |
| Stade Lausanne-Ouchy | 9    | 75    | 1 343  |             |
| Chiasso              | 10   | 67    | 1 200  |             |

#### Arbitri
- Esther Staubli (16)
- Sven Wolfensberger (16)
- Nico Gianforte (14)
- Mirel Turkeš (14)
- Anojen Kanagasingam (13)
- Johannes von Mandach (13)
- Luca Cibelli (12)
- David Schärli (12)
- Stefan Horisberger (10)
- David Huwiler (10)
- Nikolaj Hänni (7)
- Luca Piccolo (7)

- Nicolas Jancevski (6)
- Alessandro Dudic (5)
- Fedayi San (4)
- Lionel Tschudi (4)
- Lukas Fähndrich (3)
- Adrien Jaccottet (3)
- Sandro Schärer (3)
- Urs Schnyder (3)
- Tobias Thies (3)
- Alain Bieri (2)